# Давид, граф Хантингдон
Давид Шотландский (ок. 1144— 17 июня 1219) — шотландский принц и граф Хантингдон, младший сын Генриха Шотландского, 3-го графа Хантингдон и Ады Варенн, дочери Вильгельма Варенн.

## Биография

### Ранние упоминания
Оксфордский биографический словарь утверждает, что Давид в июле 1163 года в качестве заложника был направлен в Англию. Там он пробыл до 1165 года, когда его брат Вильгельм I Лев стал королём Шотландии. 31 мая Вильгельм I Лев и Давид были посвящены Генрихом II в рыцари.
«From Tracts relating to the English Claims» утверждала, что Вильгельм I Лев и Давид не только присутствовали на коронации сына Генриха II — Генриха Молодого в 1170 году, но и принесли тому вассальную клятву.
Шотландские авторы сообщая о посещении Малькольмом IV в 1163 году Англии не сообщают о заложничестве Давида. А также пишут, что Малькольм IV, Вильгельм Лев приносили клятвы английскому королю не как короли Шотландии, а как владельцы английских феодов лежаших в другом королевстве. Давид к 1170 году не имел феодов в Англии.

### Наследник
К 1173 году политика Генриха II (попытки разделить и переделить земли между сыновьями, семейные конфликты) привела к тому, что его дети, жена и часть баронов подняли мятеж Алиенора Аквитанская и её сыновья предложили Вильгельму Льву присоединится к ним и помочь в войне против Генриха II. За участие в кампании Вильгельму Льву обещали Нортумберленд, а Давиду графство Кембридж. Давид в 1174 году командовал восставшими в графстве Лестер. Вильям Ньюбургский писал, что шотландский принц был выбран мятежниками. Эплби писал, что после того как сторонники Генриха II пленили Роберта де Бомона мятеж в регионе продолжался. В 1174 году Вильгельм Лев направил Давида на помощь гарнизону Лейстера. Давид занял [Хантингдон]. Там в 24 июня 1174 он был осажден. 21 июля гарнизон Хантингдона сдался.
А 13 июля вблизи Алника Вильгельм Лев попал в плен к Генриху II и по договору направился в Фалезскую тюрьму. Ситуация осложнялась не только тем, что в 1174 году и король Шотландии Вильгельм и его брат и наследник Давид оказались в плену у Генриха II, но то, что они не были женаты и у них не было сыновей. И возрастала опасность того, что пользуясь их отсутствием в Шотландии поднимут мятеж другие претенденты. По договору заключенному 12 декабря 1174 года в Фалезе Давид, как королевский наследник вместе с шотландскими баронами принёс вассальную клятву Генриху II, а потом в качестве заложника отправился к английскому двору.
Исследователи утверждают, что в 1174 году Давид стал эрлом. Foundation for Medieval Genealogy со ссылкой на The Complete Peerage утверждает, что он получил Гариох. Оксфордский биографический словарь утверждает, что получил графство Леннокс (а закрепление Гариоха за Давидом датирует 1182 годом).
В августе 1175 года Давид посетил Йорк где перед лицом епископов Англии и Шотландии вместе с братом Вильгельмом подтвердил Фалезский договор
В 1185 году Вильгельм Лев получив от английского короля графство Хантингдон передал свои права на него Давиду.. Тут Давид в 1185 году основал Линдорское аббатство.
3 сентября 1189 года Давид участвовал в коронации Ричарда Львиное Сердце. Давид нёс один из трёх королевских мечей. Вскоре после коронации Вильгельм Шотландский и Ричард Английский договорились о расторжении Фалезского договора. Оксфордский биографический словарь утверждал, что король Ричард сосватал за Давида Матильду (Мод) Честерскую.
И хотя Давид не пошел в крестовый поход он активно поддержал возвращение Ричарда в Англию. В марте 1194 года он участвовал в осаде Ноттингемского замка где находились противники Ричарда. В июле 1194, а затем в 1197 году Давид воевал за английского короля в Нормандии.
В 1195 году брат Давида — Вильгельм Лев серьёзно заболел и многие думали, что он умрёт. У Вильгельма были лишь две малолетние дочери. Вильгельм планировал старшую из них вместе с шотландским троном выдать за герцога Саксонии Оттона, племянника Ричарда. Взамен за то что Оттон становился королем Шотландии Давиду обещали передать Нортумбрию, которую безуспешно пытался получить Вильгельм Лев. Шотландская знать в лице яра Данбара заявила, что пока у короля есть брат или племянник не нужно передавать корону зятьям. Мог произойти конфликт. Но вскоре Вильгельм выздоровел вопрос потерял актуальность.
В 1195 году Давид получил от брата город Данди

### Последние годы
В 1198 году у Вильгельма Льва родился сын Александр ставший новым наследником Шотландии
В 1199 году погиб Ричард Львиное Сердце, новым королём стал Иоанн Безземельный. Давид в 1199—1209 годы был посланником Иоанна в Шотландию. Но с годами Давида начали одолевать болезни. Он присутствовал в 1214 году на коронации своего племянника Александра II, но не входил в число его советников. Давид не принимал участие в кризисе 1215 года создавшего «Великую хартию вольностей». Но вскоре Иоанн Безземельный отказался соблюдать хартию. Бароны начали войну с королём их поддержали Франция и Шотландия. Давид вступи в войну лишь после того как в октябре 1215 года шотландцы вторглись в Англию. Но в 1216 году Иоанн умер, его сын Генрих III стал королем Англии. В мае 1217 года Давид заключил мир с Генрихом III.
В 1219 году Давид умер к этому моменту три его сына (Давид, Роберт, Генрих) умерли, а младший Иоанн был несовершеннолетним

## Семья и дети
В 1190 году Давид женился на Матильде Честерской (1171—1233), дочери Гуго де Кевильока, графа Честера.
Детьми Давида и Матильды были:
- Ада[24] (упом. 1203) жена Мализе сына Ферте (Ferteth) правителя Стратерна
- Давид[24] (умер в младенчестве)
- Роберт (умер в младенчестве)
- Маргарита Хантингдонская (ок. 1194 — после 6 января 1233) жена с 1209 года Алана Голлуэйского. Её потомками были Баллиоли
- Генрих (упом.1203 — после 1215)
- Изабелла (1206—1251), жена Роберта Брюса
- Джон (1207—1237) с 1219 года граф Хантингдон и Гариох. Муж с 1220/1222 года Элен верх Лливелин дочери Лливелина Великого
- Матильда
- Ада (умерла после 1241), жена сэра Генриха Гастингс, отца Генри Гастингса, 1-го барона Гастингс

Также внебрачными детьми Давида называли
- Вильгельм
- Валькелин
- Генрих из Стерлинга ( — после 12 февраля 1236).
- Генри из Брикина (ум. между 1244 и августом 1245). Предок рода Брикин.

## Образ графа Хантингдона в кино
- «Ричард Львиное Сердце» / King Richard and the Crusaders (США, 1954), режиссёр Дэвид Батлер. В роли сэра Хантингдона — Лоуренс Харви.

## Комментарии
1. ↑  Точная дата рождения Давида не известна. Он был одним из 6 или 7 детей рожденных в браке и младшим из трёх братьев. Его родители заключили брак в 1139 году, а в 1152 году умер отец Давида.  Foundation for Medieval Genealogy дает "примерно 1144" считая, что две сестры Давида Ада и Матильда были младше его; Оксфордский биографический словарь датой рождения считает 1152 год, когда умер Генрих Шотландский
2. ↑  Вслед за королём Вильгельмом Львом который как король Шотландии принёс вассальную клятву королю Англии